# 国民学校令
国民学校令（こくみんがっこうれい、昭和16年3月1日勅令第148号）は、それまでの小学校令を全面改正し、初等教育・前期中等教育を行う国民学校について定めた勅令。1941年（昭和16年）3月1日に公布、同年4月1日に施行された。「皇国の道に則って初等普通教育を施し、国民の基礎的錬成を行う」ことを目的とし、全部58条からなる。

## 内容

### 国民学校
課程
- 初等科
  - 旧尋常小学校
  - 修業年限を6年とする。
  - 教科は国民科（修身・国語・国史・地理）・理数科（算数・理科）・体錬科（体操・武道[注釈 1]）・芸能科（音楽・習字・図画・工作、女子に関しては裁縫）とする。
- 高等科
  - 旧高等小学校
  - 修業年限を2年とする。
  - 教科は国民科（修身・国語・国史・地理）・理数科（算数・理科）・体鍛科（体操・武道[注釈 1]）・芸能科（音楽・習字・図画・工作、女子に関しては裁縫・家事）・実業科（農業・工業・商業・水産の中から1つ）とする。またそれ以外に外国語などの必要な科目を設けることができる。
- 特修科
  - 卒業者対象に修業年限1年の特修科を設置することができる。

教科書
国民学校の教科書は、文部省が著作権を持つものを使用しなければならない（国定教科書）。
就学
国民学校8年間の義務教育が規定された。保護者は満6歳の児童が14歳になる学年までの8年間、児童を国民学校に就学させる義務を負うとされ（第8条）、上記の学齢児童を（労働力として）使用する者は児童の就学を妨げてはいけないとされた（12条）。
上記の学齢児童のうち、身体的または精神的に障害があり就学困難な児童の保護者には、市町村長が地方長官の認可を受けて免除することができる。
伝染病にかかった児童、もしくはその恐れがある児童、性行不良で他の児童の教育の妨げとなると認められる場合、学校長はその児童の出席を停止することができる。
職員
- 教頭・養護訓導および准訓導を置くことができるようにする。
- 学校長と教頭を奏任官の待遇とする（待遇を改善）。

国民学校の設置
市町村は区域内の学齢児童を就学させるために必要な国民学校を単独で、もしくは他市町村と学校組合を設立したり、他市町村に委託したりして設置しなければならない（設置義務）。また、公立以外の国民学校は認められず、官立又は道府県立の学校で国民学校相当のもの（師範学校附属の学校）は認めれた（第45条）が、私立を認める規定はなく、従前の私立の小学校が、私立学校令に基づくものとされ（第52条）、国民学校と同等の課程にとして就学義務が履行された（第11条）と扱われた。
設備
校舎・校地・校具・体操場は国民学校の目的以外で使用することができないが、非常事態の場合または教育・兵事・産業・衛生・慈善等の目的のために特別な必要がある場合はこの限りではない。（第31条）
経費負担および授業料
国民学校の経費は原則市町村、市町村学校組合、または町村学校組合の負担とする。財政的に厳しい市町村・学校組合には北海道地方費か府県から補助を行わなければならない。
訓導、養護訓導、准訓導の検定や国民学校教員免許状・養護訓導免許状に関する経費は北海道地方費か府県の負担とする。
原則、授業料は徴収しないものとされた（特修科についてはこの限りではない）。

## 廃止
- 1947年（昭和22年）4月1日 - 学校教育法（昭和22年法律第26号）の施行に伴い廃止された。